# Sigmund Münz

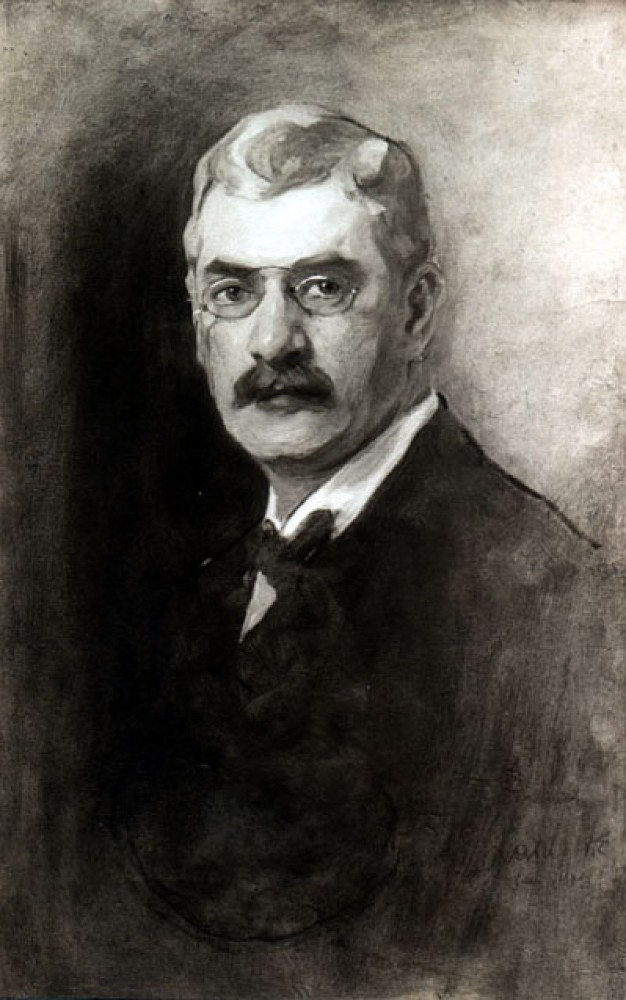
Sigmund Münz (Porträtstudie von Philip Alexius de László; 1902)

Sigmund Münz (geboren als Sigmund Minz, 7. Mai 1859 in Leipnik, Kaisertum Österreich; gestorben 7. September 1934 in Budapest) war ein österreichischer Journalist und Schriftsteller.

## Leben
Sigmund Minz war Sohn des Kaufmanns Löbl Minz und der Josefine Labin. Sein älterer Bruder war der Philosoph Bernhard Münz (1856–1919). Beide waren verwandt mit dem Journalisten Bernhard Münz (1857–1921).
Münz studierte Geschichte in Wien und Tübingen und wurde 1883 in Wien mit einer Dissertation über den römischen Konsul Dio Cassius promoviert. Seit 1882 war er Mitglied der Studentenverbindung AV Igel Tübingen.
Ab 1885 arbeitete er als Auslandskorrespondent für deutsche und österreichische Zeitungen in Italien, bis 1888 in Rom, danach bis 1891 in Mailand, Venedig und Florenz und schrieb insbesondere für die Frankfurter Zeitung. Von 1892 bis zum Ersten Weltkrieg gehörte er der Neuen Freien Presse als politischer Redakteur und Feuilletonist an. Münz schrieb auch politische Essays für das Neue Wiener Journal und war von 1920 bis 1934 Korrespondent der argentinischen Zeitung La Nación. Münz führte politische Interviews und schrieb aus der persönlichen Kenntnis vieler Politiker seine Bücher.

## Werke
- Das politische Programm des Dio Cassius, phil. Diss. Wien, 1883
- Aus dem Modernen Italien: Studien, Skizzen und Briefe. Frankfurt am Main : Rütten und Loening, 1889
- Aus Quirinal und Vatikan. Berlin: P. Hüttig, 1891
- Ferdinand Gregorovius und seine Briefe an Gräfin Ersilia Caetani-Lovatelli. Berlin: Paetel, 1896
- Italienische Reminiscenzen und Profile. Wien: Leopold Weiss 1898
- Moderne Staatsmänner. Biographien und Begegnungen. Berlin: Allgemeiner Verein für deutsche Litteratur, 1901
- Balkan-Herrscher und -Staatsmänner, Erinnerungen und Begegnungen. Wien: Deutsch-österreichischer Verlag, 1912
- Von Bismarck bis Bülow. Erinnerungen und Begegnungen, 1912
- Österreichische Profile und Reminiszenzen. Wien: Deutsch-Österreichischer Verlag, 1913
- An den Präsidenten Th. G. Masaryk : ein Appell in zwölfter Stunde. Wien: Ed. Strache, 1919
- Weltkongreß und Weltgericht. Appell an die hohen Geister aller Völker. Wien: Ed. Strache, 1919
- Fürst Bülow. Der Staatsmann und Mensch. Berlin: Verlag für Kulturpolitik, 1930
- Eduard VII. in Marienbad. Politik und Geselligkeit in den böhmischen Weltbadeorten. Wien, Saturn, 1934